# Поварьонки
Поварьо́нки (рос. Поварёнки) — присілок в Зав'яловському районі Удмуртії, Росія.
Знаходиться на правому березі річки Кама, на північний схід від присілка Докша.

## Населення
Населення — 48 осіб (2010; 54 в 2002).
Національний склад станом на 2002 рік:
- росіяни — 98 %

## Історія
Присілок засноване переселенцями із присілка Поварьонок Осінського повіту Пермської губернії. Перша згадка про присілок зустрічається в переписах 1710—1711 років — «В починке Горском Поварёнки…». На той час в селі був всього 1 двір — «Во дворе…сын Поверницын…». На 1859 рік в селі вже нараховувалось 52 двори і проживало 364 особи. За даними 1928 року в селі проживало 340 осіб.

## Урбаноніми[3]
- вулиці — Берегова, Бузкова, Велика, Весняна, Вільхова, Горобинова, Камська, Квіткова, Мала, Молодіжна, Підлісна, Пісочна, Польова, Річкова, Сонячна, Соснова, Травнева